# Hitra
Hitra é uma comuna da Noruega, com 680 km² de área e 4 090 habitantes (censo de 2004).         